# Lijst van rijksmonumenten in Voorne aan Zee
De Nederlandse gemeente Voorne aan Zee telt 458 inschrijvingen in het rijksmonumentenregister. Hieronder volgt een overzicht.

## Brielle
De plaats Brielle telt 366 inschrijvingen in het rijksmonumentenregister. Zie Lijst van rijksmonumenten in Brielle (plaats) voor een overzicht.

## Hellevoetsluis
De plaats Hellevoetsluis telt 49 inschrijvingen in het rijksmonumentenregister. Zie Lijst van rijksmonumenten in Hellevoetsluis voor een overzicht.

## Nieuwenhoorn
De plaats Nieuwenhoorn telt 4 inschrijvingen in het rijksmonumentenregister.
| Object | Oorspronkelijke functie?  | Bouwjaar                         | Architect | Locatie             | Coördinaten?                 | Nr.?  | Afbeelding        |
| --- | ------------------------- | -------------------------------- | --------- | ------------------- | ---------------------------- | ----- | ----------------- |
| Hoeve "Waterrijk". Boerderij van het middenlangsdeeltype van de Vlaamse schuurgroep, gedateerd in de geveltop met jaartal. Het woonhuis heeft een gevel met ingezwenkte zijkanten. De stal is later in de 19e eeuw vernieuwd. Beide worden gedekt door pannen zadeldaken | Boerderij                 | 1816 (boerderij) 19e eeuw (stal) |           | Breeweg 2           | 51° 51' 50" NB, 4° 7' 37" OL | 21436 | Meer afbeeldingen |
| Nederlands Hervormde Kerk | Kerk en kerkonderdeel     | 15e eeuw                         |           | Dorpsstraat 14      | 51° 51' 16" NB, 4° 8' 33" OL | 21437 | Meer afbeeldingen |
| Zeezicht | Industrie- en poldermolen | 1718                             |           | Rijksstraatweg 254A | 51° 50' 56" NB, 4° 8' 21" OL | 21438 | Meer afbeeldingen |
| Voormalige rechthuis | Gerechtsgebouw            | begin 19e eeuw                   |           | Rijksstraatweg 243  | 51° 51' 17" NB, 4° 8' 28" OL | 21439 | Meer afbeeldingen |

## Oostvoorne
De plaats Oostvoorne telt 14 inschrijvingen in het rijksmonumentenregister. Zie Lijst van rijksmonumenten in Oostvoorne voor een overzicht.

## Oudenhoorn
De plaats Oudenhoorn telt 1 inschrijving in het rijksmonumentenregister.
| Object        | Oorspronkelijke functie? | Bouwjaar                  | Architect | Locatie    | Coördinaten?                  | Nr.? | Afbeelding        |
| ------------- | ------------------------ | ------------------------- | --------- | ---------- | ----------------------------- | ---- | ----------------- |
| Ned.Herv.Kerk | Kerk en kerkonderdeel    | Westelijke gevel van 1669 |           | Ring bij 2 | 51° 49' 41" NB, 4° 11' 30" OL | 9409 | Meer afbeeldingen |

## Rockanje
De plaats Rockanje telt 16 inschrijvingen in het rijksmonumentenregister. Zie Lijst van rijksmonumenten in Rockanje voor een overzicht.

## Tinte
De plaats Tinte telt 1 inschrijving in het rijksmonumentenregister.
| Object                | Oorspronkelijke functie?  | Bouwjaar | Architect | Locatie           | Coördinaten?                 | Nr.?  | Afbeelding        |
| --------------------- | ------------------------- | -------- | --------- | ----------------- | ---------------------------- | ----- | ----------------- |
| Het fort "Penserdijk" | Fort, vesting en -onderdl | 1885     |           | Fort Peltsersdijk | 51° 52' 56" NB, 4° 9' 23" OL | 38893 | Meer afbeeldingen |

## Vierpolders
De plaats Vierpolders telt 4 inschrijvingen in het rijksmonumentenregister.
| Object | Oorspronkelijke functie? | Bouwjaar      | Architect | Locatie         | Coördinaten?                  | Nr.?  | Afbeelding        |
| --- | ------------------------ | ------------- | --------- | --------------- | ----------------------------- | ----- | ----------------- |
| Dorpskerk: Nederlands Hervormde Kerk | Kerk en kerkonderdeel    | 1721          |           | Dijckpotingen 1 | 51° 52' 47" NB, 4° 10' 48" OL | 37404 | Meer afbeeldingen |
| Boerderij. In dit pand bevindt zich een woonvertrek met fraaie tableaux van paarse tegels, terwijl de schouw voorzien is van pilastertegels | Boerderij                | eind 18e eeuw |           | Hogeweg 8       | 51° 52' 36" NB, 4° 11' 6" OL  | 37405 | Meer afbeeldingen |
| Esterenburch | Boerderij                | 1738          |           | Middelweg 5     | 51° 52' 51" NB, 4° 9' 49" OL  | 37406 | Meer afbeeldingen |
| Catharinahoeve | Boerderij                | 1805 (steen)  |           | De Nolle 12     | 51° 53' 32" NB, 4° 10' 54" OL | 37407 | Meer afbeeldingen |

## Zwartewaal
De plaats Zwartewaal telt 3 inschrijvingen in het rijksmonumentenregister.
| Object | Oorspronkelijke functie? | Bouwjaar               | Architect | Locatie         | Coördinaten?                  | Nr.?  | Afbeelding        |
| --- | ------------------------ | ---------------------- | --------- | --------------- | ----------------------------- | ----- | ----------------- |
| Nettenpakhuis. Pand onder met pannen gedekt zadeldak, evenwijdig aan de straat, tussen puntgevels met vlechtingen. Vooruitspringende vleugel, die met het pakhuis een L-vormige plattegrond uitmaakt en dienend als woonhuis. Dit gedeelte heeft een gepleisterde gevel met inzwenkende zijkanten                                                                           | Opslag                   | laatste helft 18e eeuw |           | Bernissedijk 24 | 51° 52' 53" NB, 4° 13' 25" OL | 11007 | Meer afbeeldingen |
| Martinus: Nederlands Hervormde Kerk. Dorpskerk met eenbeukig schip, hoger vijfzijdig gesloten koor en slanke, ingebouwde toren uit 1597. Het koor draagt een eiken tongewelf met geprofileerde ribben. Orgel met Hoofdwerk en Nevenwerk, in 1902 gemaakt door Bakker en Timmenga. Klokkenstoel met klok van Pieter Bakker, Mechanisch smeedijzeren torenuurwerk, circa 1770 | Kerk en kerkonderdeel    | 16e eeuw               |           | Schoolstraat 5  | 51° 53' 2" NB, 4° 13' 23" OL  | 41506 | Meer afbeeldingen |
| Hoeve met puntgevel. Vensters met oude kozijnen en luiken. Stal van gepotdekselde houten delen | Boerderij                | 17e eeuw               |           | Wouddijk 12     | 51° 52' 23" NB, 4° 12' 25" OL | 41507 | Meer afbeeldingen |